# 瑞巖寺 (各務原市)
瑞巖寺（ずいがんじ）は、岐阜県各務原市那加北洞町にある釈迦如来を本尊とする曹洞宗の寺院で、山号を北洞山とする。美濃新四国8番札所、ぎふ七福神大黒天。
平安時代に伝教大師最澄が開創したと伝わるが、その後寺運が傾き古記録を失ったため中興までの歴史は定かではない。寛永16年（1639年）に加納藩主となった松平光重により、曹洞宗加納全久院下の寺院として中興される。北洞村庄屋の記録によれば、伽藍の建立は承応3年（1654年）となっている。2012年に岐阜市とその近郊の曹洞宗寺院で始まったぎふ七福神においては大黒天を祀っている。